# Aina Grikšaitė
Aina Grikšaitė (schwedisch Aina Griksaite; * 23. November 1994 in Lidingö, Stockholms län, Schweden) ist eine litauische Leichtathletin, die sich auf den Dreisprung spezialisiert hat. Sie ist als Tochter litauischer Eltern in Schweden geboren und dort aufgewachsen.

## Sportliche Laufbahn
Weil sie seit 2011 für den schwedischen Verein Spårvägens FK startet, darf sie an den schwedischen Meisterschaften teilnehmen. Zwischen 2012 und 2014 konnte sie dreimal als Teil der 4-mal-100-Meter-Staffel die Silbermedaille bei den schwedischen Meisterschaften. Erste internationale Erfahrungen sammelte sie im Jahr 2022, als sie bei den Europameisterschaften in München mit 13,62 m in der Qualifikationsrunde im Dreisprung ausschied. Im Jahr darauf verpasste sie bei den Halleneuropameisterschaften in Istanbul mit 13,50 m den Finaleinzug. Im Juni wurde sie bei der 2. Liga der Team-Europameisterschaft im Zuge der Europaspiele mit 13,53 m Vierte und im August schied sie bei den Weltmeisterschaften in Budapest mit 13,36 m in der Qualifikationsrunde aus. 2024 verpasste sie bei den Europameisterschaften in Rom mit 13,71 m den Finaleinzug, wie auch bei den Halleneuropameisterschaften im Jahr darauf in Apeldoorn mit 13,52 m.
In den Jahren 2022 und 2023 wurde Grikšaitė litauische Meisterin im Dreisprung im Freien sowie 2023 in der Halle.

## Persönliche Bestleistungen
- Dreisprung: 14,05 m (+0,4 m/s), 30. Juli 2023 in Palanga
  - Dreisprung (Halle): 14,08 m, 19. Februar 2023 in Klaipėda